# 集美区
集美区（しゅうびく）は、中華人民共和国福建省廈門市に位置する市轄区。

## 行政区画
下部に4街道、2鎮を管轄する。
- 街道
  - 集美街道、僑英街道、杏林街道、杏浜街道
- 鎮
  - 灌口鎮、後渓鎮

## 交通

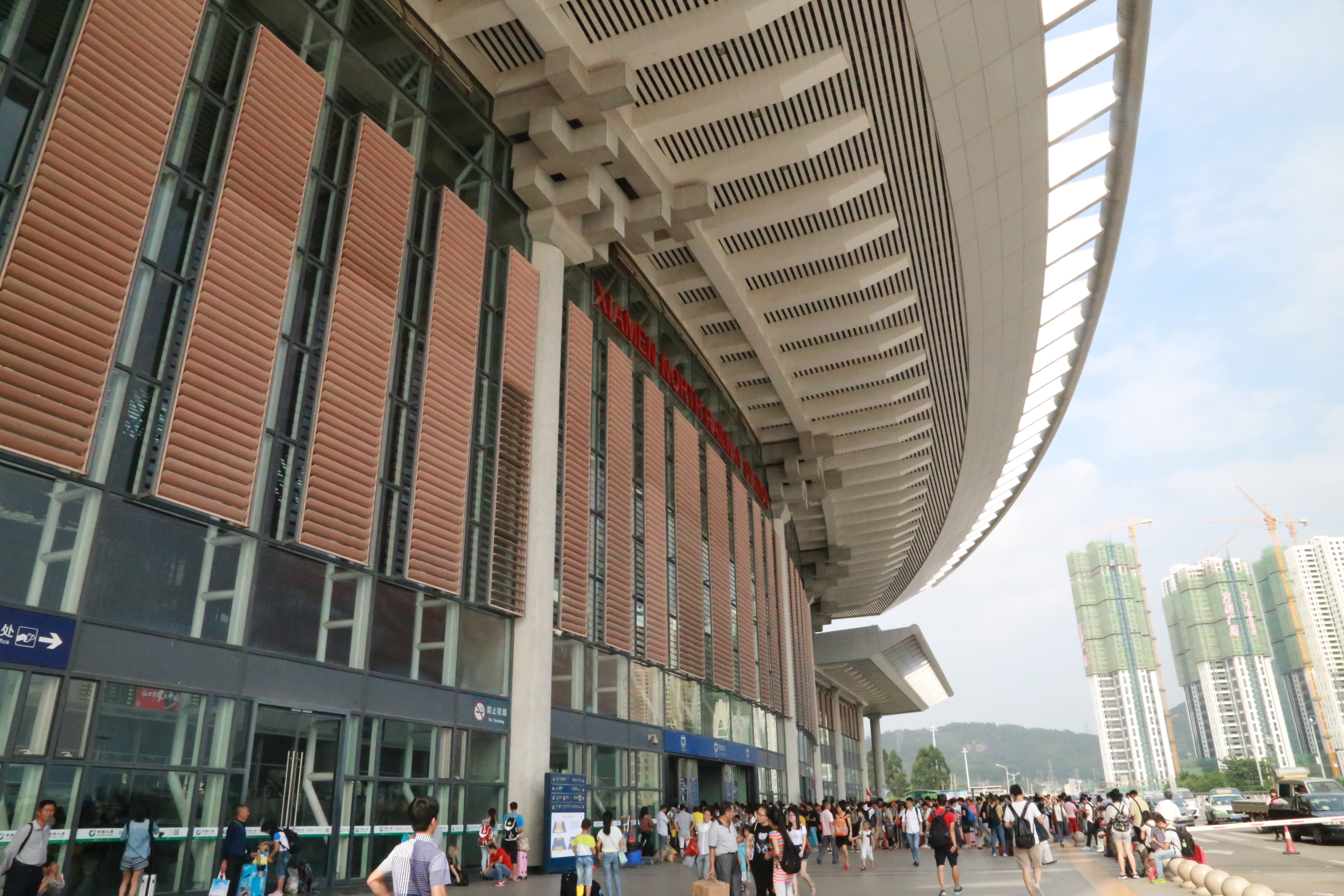
廈門北駅

### 鉄道
- 中国国家鉄路集団
  - 廈深線、福廈線、福廈旅客専用線（中国語版）
    - 廈門北駅
- 廈門軌道交通
  - ■1号線

岩内駅 - 廈門北駅 - 天水路駅 - 集美大道駅 - 集美軟件園駅 - 城毅広場駅 - 官任駅 - 杏錦路駅 - 杏林村駅 - 園博苑駅 - 集美学村駅 -

### 道路
- 高速道路
  - 瀋海高速道路
  - 廈沙高速道路
- 国道
  - G319国道
  - G324国道

## 出身者
- 陳嘉庚 - 実業家。